# Kanton Seilhac-Monédières
Seilhac-Monédières is een kanton van het Franse departement Corrèze. Het kanton maakt deel uit van het arrondissement  Tulle.  

Het telt 12.001 inwoners in 2018.

Het kanton werd gevormd ingevolge het decreet van 24  februari 2014 met uitwerking op 22 maart 2015 en met Seilhac als hoofdplaats.

## Gemeenten
Het kanton Seilhac-Monédières omvat alle gemeenten van de opgeheven kantons Seilhac en Treignac, namelijk :
- Affieux
- Beaumont
- Chamberet
- Chamboulive
- Chanteix
- L'Église-aux-Bois
- Lacelle
- Lagraulière
- Le Lonzac
- Madranges
- Peyrissac
- Pierrefitte
- Rilhac-Treignac
- Saint-Clément
- Saint-Hilaire-les-Courbes
- Saint-Jal
- Saint-Salvadour
- Seilhac
- Soudaine-Lavinadière
- Treignac
- Veix